# コンフュージョン
「コンフュージョン」（Confusion）は、イギリスのバンド、ニュー・オーダーが1983年に発表した楽曲である。

## 概要
大ヒット曲「ブルー・マンデー」に続いて発表されたこの曲はニューヨークのDJであるアーサー・ベイカーがプロデュースした。ニューヨークで録音し、同時にプロモーション・ビデオの撮影も行った。当時のエレクトロ、ヒップホップの影響が色濃い楽曲である。
ファクトリー・レコードのカタログ番号はFAC 93。全英チャート12位。全米ダンスチャート5位を記録した。

### 日本国内盤
日本では当時ファクトリー・レコードの販売を行っていた日本コロムビアより12インチシングルとしてリリースされた。収録曲は以下のとおりで海外盤と同じである。なお日本盤12インチシングルでは帯に歌詞が印刷されていた。
Side-A
1. コンフュージョン Confusion - 8:12
2. コンフュージョン・ビーツ Confusion Beats - 5:19

Side-B
1. コンフューズド・インストゥルメンタル Confused Instrumental - 7:38
2. コンフュージョン（ラフ・ミックス） Confusion (Rough Mix) - 8:04

## チャート
| チャート（1983年）               | 最高順位 |
| -------------------------------- | -------- |
| イギリス（全英シングルチャート） | 12       |

## 備考
- 1987年にリリースされたベスト・アルバム『サブスタンス』には再び録音されたニュー・ヴァージョンが収録された。なおオリジナル・ヴァージョンは2002年のCD-BOX『レトロ』にも収録されている。また『レトロ』にはKoma & Bonesによるリミックス・ヴァージョンも収録されている。
- 1995年にはアシッドハウスのアーティストPumpPanelによるリミックス・ヴァージョンが発表されている。元々はニュー・オーダー側の依頼によるリミックスではなく、PumpPanel名義のシングルとしてニュー・オーダーのライセンスを得たうえでボーカルトラックを使用したカヴァー的な性格の作品となっている。その中の1バージョン「Pump Panel Reconstruction Mix」は彼らのベスト・アルバム『ザ・レスト・オブ・ニュー・オーダー』にも収録され、1998年の映画『ブレイド』のサウンドトラックとしても使用された。
- 2001年には、上記のリミックスをもとにした、英国のトランス・テクノ・アーティストでもあるPublic Domainのシングル(Operation Blade)が大流行した後、更にドイツのトランス・アーティストでもある、Warp BrothersとAquagenのシングル(Phatt Bass)でも使われている。